# Mamer
Mamer är en kommun  i sydvästra Luxemburg samt kommunens centralort. Den ligger i kantonen Capellen och distriktet Luxemburg, i den sydvästra delen av landet, 8 kilometer väster om huvudstaden Luxemburg. Antalet invånare är 8 463. Arean är 27,5 kvadratkilometer.
Terrängen i Mamer är huvudsakligen platt.

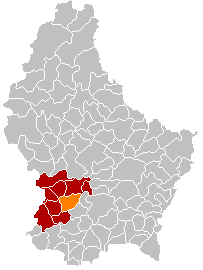
Mamer är markerat med orange.

Omgivningarna runt Mamer är en mosaik av jordbruksmark och naturlig växtlighet. Runt Mamer är det ganska tätbefolkat, med 214 invånare per kvadratkilometer.

## Sport
Volleybollklubben VC Mamer, som blivit mästare och cupvinnare mer än tio gånger både på dam- och herrsidan kommer från orten.